# 정연주 (1946년)
정연주(鄭淵珠, 1946년 11월 22일 ~ )는 대한민국의 언론인이다. 제15·16·17대 KBS 사장과 제9대 건양대학교 총장을 모두 역임하였다.
동아일보 해직 기자 출신으로 한겨레 워싱턴 특파원을 지냈다. 노무현 정부 시기 시민·언론단체의 추천으로 KBS 사장에 임명되었고 KBS 사장 재직 기간 동안 KBS를 '탐사보도의 명가'로 재탄생시켰다는 평가를 받았다. KBS 사장으로서의 언론계의 평가는 탐사보도팀을 창설해 한국의 탐사저널리즘의 초석을 다졌고 이 탐사보도팀은 '데이터 저널리즘' 등 새로운 취재 기법을 시도하며 "한국 탐사 보도의 새 지평을 열었다"는 평을 받고 있다. 이때 키워진 탐사보도 역량이 훗날 독립언론 '뉴스타파' 창간과 유지에 영향을 주었다는 분석도 있다.

## 생애
경상북도 월성군(현 경주시)에서 출생하여 경주고등학교와 서울대학교 경제학과를 졸업하고 미국 휴스턴대학교에서 경제학 박사 학위를 받았다. 1970년 동아일보 기자로 언론인 생활을 시작하였다. 2005년 4월 8일 ~ 2006년 3월 31일까지 12대 한국방송협회 회장을 역임하였고, 2007년 4월 2일 ~ 2008년 3월 28일까지 14대 한국방송협회장을 역임하였다. 2008년까지 KBS 사장직에 재임하다가 해임되었다.

### 기자 시절
기자 시절 자유언론수호운동과 백지광고 사태를 맞았고, 이를 계기로 1975년 동아일보에서 해직되어 미국으로 건너가 1977년 《씨알의 소리》 편집장을 지냈다. 1988년 동아일보 해직기자들이 주축이 된 한겨레신문이 창간되자 워싱턴 특파원으로 신문에 참여하였고, 2000년 귀국하여 논설주간을 지냈다.

### KBS 사장 시절
참여 정부(노무현 정부)에 의해 임명된 서동구 전 사장이 낙하산 논란으로 KBS노조와 사원의 반발에 의해 사임한 후 2003년 4월 28일  시민과 언론단체의 추천 공모에 의해 한국방송공사 사장에 임명되었다. 2004년 노무현 대통령 탄핵 소추가 통과되자 탄핵 특집 방송을 편성하였는데, 탄핵 찬성 측에서는 이 특집 방송을 탄핵에 반대하고 노무현 대통령을 옹호하는 내용으로 이루어져 있어 편파방송을 하였다고 비난했다. 이 같은 우여곡절을 겪었지만 2006년 11월 연임에 성공하여 이명박 대통령이 취임한 후에도 계속 사장직을 수행하였다.

### KBS 사장 이후
하지만 재임 동안 세금환급 소송을 법원의 조정을 받아들여 조기에 끝냈다는 적자경영 이유로 2008년 6월 11일 감사원의 특별감사를 받게 되었고, 민주당과 이명박 정부에 반대하는 인사들은 이를 이명박 정부의 방송 장악 음모라고 강력히 비난하였다. 이러한 반대에도 불구하고 8월 11일 이명박 대통령은 정연주 사장을 해임하였는데, 이와 관련 대통령이 KBS 사장을 해임할 수 있는 권한이 있는가에 대해서 논란이 일었다. 이 과정에서 정연주 사장 해임에 반대하던, 신태섭 KBS 이사가 동의대학교 광고홍보학과 교수직 및 KBS 이사직에서 해임되기도 하였다.
이에 대해 정연주는 자신의 해임이 부당하다며 소송을 제기하였고, 2008년 8월 20일 서울행정법원은 이명박 대통령의 해임 처분 효력을 정지시켜달라며 신청한 해임집행정지 신청을 기각했으며 2008년 8월 22일 서울남부지법은 KBS 이사회 결의에 대한 효력정지 가처분 신청을 기각하였다.

### KBS 사장 해임
현 방송법 상에는 대통령에게 KBS 사장 임명권은 있으나, 면직권까지 함께(이를 임면권라고 한다) 명시하지는 않고 있다. 그러나 정부와 한나라당은 임명권에 면직(해임)권이 포함된다고 주장하면서, 전 정부 출신의 KBS의 수장인 정연주 사장에게 사퇴를 종용하였다.
이에 대해서 민주당, 민주노동당, 창조한국당, 진보신당 등을 위시로 하여 중도·진보적 시민단체 및 경향·한겨레 등의 언론사에서는 이명박 정부가 방송 장악과 이명박 정부의 구미에 맞는 코드 인사를 사장 자리에 앉히기 위해 감사원, 검찰, KBS 이사회를 동원하여 해임시켰다고 보았고, 한나라당, 자유선진당 등을 위시로 하여 보수 단체와 소위 조중동이라 일컬어지는 보수언론에서는 KBS가 지난 10년동안 좌편향적이었고 정 전 사장이 이른바 코드인사라고 주장하며 정 사장 해임에 찬성했다.
2008년 8월 5일, 감사원은 KBS에 대한 특별감사 결과를 발표하였다. 이 때까지 감사원은 총 4차례에 걸쳐 감사 결과에 대한 정연주의 소명 기회를 주기 위해 출석을 요청하였으나 정연주는 이를 거부하였다. 이에 따라 정연주의 소명 없이 KBS에 대한 감사원의 특별감사를 마친 감사원은 정연주의 사장 재임 시기에 발생한 KBS의 누적적자와 방만한 경영, 코드 인사 전횡, 법인세 환급 소송 취하에 따른 KBS의 손실 등을 종합해 보았을 때 정연주에게 KBS 경영책임자로서의 비위가 현저하다고 최종 판단하고 KBS 이사회에 정연주 해임권고안을 전달하였다.  이에 대해 다음날인 8월 6일, 정연주 사장은 기자회견을 열고 감사원의 특별감사 결과에 조목조목 반박하며 감사원의 특별감사 자체가 '정치적인 의도'가 있다고 주장했다. 또한, 현행 방송법에는 KBS 사장 해임권이 대통령에게 없음을 다시 한번 강조하였다. 그러면서 그는 KBS 이사회 인사들에게 자신을 해임하는 잘못을 저지르지 말 것을 당부했다. 한편, 감사 결과에 대해 무효를 주장하는 공영방송 수호를 위한 촛불시위가 8월 7일에 KBS 본관 앞에서 있었으며 이 과정에서 언론노조 위원장, 정청래 전 의원등이 연행되기도 하였다.
그러나, 정연주의 기자회견이 있고 난 다음날인 8월 8일에 이사회는 결국 정연주 사장 해임결의안을 의결했다. 이 과정에서 이사회를 저지하고자 KBS 직원 일부가 3층 회의실 진입을 시도했으나 이사회의 요청을 받고 KBS 내부에 진입한 경찰들에 의해 제지당했다. 또한 친여 성향으로 분류되는 이사들이 해임건의안을 의결한 뒤 나갈 때 사복경찰이 이들을 사실상 호위한 점을 들어 이들이 사전에 치밀하게 준비하지 않았느냐는 의혹이 제기되었다. 이명박 대통령은 8월11일 정연주 사장을 해임했다. 해임건의안이 가결된 후, 정연주 전 사장을 위한 변호인단이 구성되고 해임제청 효력정지 가처분 신청을 법원에 제출하였다. 그러나 8월 20일 서울행정법원은 정연주에게 "회복할 수 없는 손해가 있다고 보기 어렵다."며 해임 처분을 정지시켜달라는 정연주의 신청을 기각했고, 정연주의 항고로 열린 이 재판의 2심에서도 서울고등법원은 "이유없다."며 기각했다., 한편 이와 별도로 열린 재판에서 8월 22일 서울남부지방법원도 "현행법상 대통령에게 한국방송공사 사장 해임권이 인정된다"며 정연주가 제기한 해임결의 효력정지 가처분 신청을 기각하였다..
2009년 8월 18일 법원은 기소됐던 배임 혐의에 대해서 정연주에게 무죄 판결을 내렸다. 2009년 11월 12일 정연주가 이명박 대통령을 상대로 낸 해임처분 무효 청구 소송에서 재판부는 "해임 처분 절차상 하자가 있고, 재량권도 남용된 것으로 보인다"고 정연주의 일부 승소 판결을 내렸다.
2009년 11월 12일, 연합뉴스의 보도에 따르면, 서울행정법원 행정 13부 소속 정형식 부장판사는 정연주 전 KBS 사장이 이명박 대통령을 상대로 낸 해임처분 무효 청구 소송에서 "해임처분을 취소한다"며 원고 일부 승소 판결했다. 재판부는 "원고에게 일부 사유에 대해 경영상 잘못이 있다는 것은 인정하지만 해임사유로 인정되지는 않는다"며 "정 전 사장에 대한 해임처분은 재량권을 일탈ㆍ남용한 위법이 있어 KBS 사장 해임 처분을 취소한다"고 밝혔다. 연합뉴스는 '이 판결이 대법원에서 확정되면 KBS 사장으로 복귀할 수 있지만 임기가 11일밖에 남지 않아 복직은 어려울 것으로 보인다'고 보도하였다. 그러나 "해임처분을 무효로 할 정도까지 명백한 위법성은 없어 무효청구는 받아들이지 않는다"며 해임 무효 청구에 대해서는 받아들이지 않았고 해임 처분 취소 결정을 내렸다.
2012년 1월 12일 해임의 주요 논리였던 ‘특정경제범죄가중처벌 등에 관한 법률상 배임죄’에 대해 대법원은 지난 1월12일 최종 무죄를 확정했으며, 해임처분 무효 소송에 대해서도 대법원은 지난 2월23일 해임처분 취소 판결을 확정했다.

### 검찰의 배임 혐의 기소
2009년 8월 18일, 1심인 서울중앙지법 형사합의 22부(이규진 부장판사)는 검찰이 특정경제범죄가중처벌법상 배임 혐의로 불구속 기소된 그에게 무죄를 선고했다.
이 사건에는 3가지의 쟁점이 있는데, 그 쟁점은 검찰이 기소했던 근거였다(괄호 안은 검찰 측 주장).
1. 법인세 등 부과처분 취소소송의 최종 승소 가능성(1심 판결 상당히 유리했으므로 상급심에서도 이길 가능성 높아)

2. 한국방송공사(KBS)가 받아들인 조정안의 합리성(재판에 이기면 받을 수 있는 2448억원 포기, 조정으로 1892억원 손해 끼쳐)

3. 연임을 위한 목적(노조에서 책임 묻던 상황에서 서둘러 국세청과의 조정안 합의)

그러나 법원 측은 이 모든 검찰 측 주장에 대해 아래와 같이 반박했다.
1. "정 전 사장이 조정을 선택한 것은 정상적인 경영 행위에 해당한다.", "KBS는 법원의 권고하에 장기간 국세청과 상의하고 의견을 조율했으며 1년 넘게 내·외부 전문기관에 자문을 구하는 등 조정의 타당성을 충분히 검토했기 때문에 경영부실 책임을 회피하기 위한 배임죄라는 검찰 주장은 받아들일 수 없다.", "KBS는 1심에서 16건 중 9건은 승소했지만 7건은 패소해 일방적으로 우세에 있었다고 보기 힘들다."

2. "1심에서 승소했기 때문에 상급심에서도 KBS의 승소가 매우 유력했다는 검찰 주장 역시 판결 선고 전까지 예측 불가한 재판의 특성
에 비추어 볼 때 타당하지 않다."면서 "통상 법원에서 행해지는 조정 실무의 특성에 비추어 볼 때 어느 한 쪽에 일방적으로 유리한 결정
이 나오는 경우는 발생할 수 없다."

3. "노조가 당시 정연주 KBS 사장 시절 사장 퇴진을 직접적으로 요구했다고 단정 못한다."

그 외에도 법원은
1. 정 전 사장이 독단적으로 조정에 응한 게 아니라 자문과 내부 검토를 거쳤고
2. 소송에서 이기더라도 국세청이 다시 세금을 부과할 수 있으며
3. 공기업인 한국방송이 과세관청과 장기간 다투는 것이 바람직한가에 대한 의문이 든다.

는 등의 판단 배경도 열거했다.
재판부의 무죄 판결이 이루어짐에 따라 검찰 측은 항소를 하겠다고 밝혔다.

### 건양대학교 제 9대 신임 총장 취임
2017년 9월 18일 건양대학교 제 9대 신임 총장으로 취임했다.

## 배임 논란
정연주는 2003년 4월 25일 한국방송공사(KBS)의 사장으로 취임하여 2008년 8월 11일 재직 시까지 KBS의 인사, 자금 및 회계 업무 등 경영 전반을 총괄하였다.
KBS는 관할 과세 관청인 영등포세무서를 상대로 1999년 9월 경부터 2004년 5월 경까지 총 17건의 조세소송(법인세, 부가가치세 등에 관한 감액경정청구거부처분 및 부과처분 취소소송)을 서울행정법원에 제기하였다. 서울행정법원은 2002년 4월 25일부터 2005년 8월 30일까지 사이에 조세소송 중 16건에 대해 판결을 선고하였고, KBS는 조세소송 1심에서 법인세 1,348억 원(법인세 소송가액의 81.54%), 부가가치세 416억 원(부가가치세 소송가액의 61.35%) 등 총 1,764억 원에 관하여 승소판결을 선고받았다.
그러나 2005년 8월 24일 KBS 사장 정연주는 법인세 추징액 459억 원만을 환급받고 과세 당국과 KBS가 당시 진행하던 조세소송을 취하하기로 하는 조정안을 서울고등법원에 제출하였다. 서울고등법원은 KBS가 제출한 조정안을 거의 그대로 반영하여 2005년 10월 13일 법인세 조정권고안과 11월 3일 부가가치세 조정권고안을 KBS와 과세 당국에 송부하였다. 이후 KBS는 2005년 11월 16일, 과세 당국인 영등포세무서는 12월 30일 법원에 조정권고안을 수락한다는 취지의 통보를 하였다. 그렇게 KBS는 2005년 12월 29일 영등포세무서로부터 환급이자를 포함하여 법인세 추징분 556억 원(법인세 추징액 459억 원에 환급가산이자 포함)만을 환급받은 후, 2006년 1월 5일 및 같은 달 24일 서울고등법원에서 조세소송을 취하하였다.
2008년 5월 14일 KBS의 조세 소송을 담당했던 전 간부 조모씨는 서울중앙지방검찰청에 정연주를 특정경제범죄가중처벌등에관한법률위반(배임) 혐의로 고발했다.
2008년 8월 20일 검찰은 KBS가 상급심에서도 승소할 가능성이 매우 높았다며 2,448억 원(1심 승소금액 1,764억 원 + 환급가산이자 684억 원)을 조세소송을 통해 환급받을 수 있었으나 정연주가 합리적 이유 없이 포기하여 실제 환급액과의 차액인 1,892억 원(2,448억 원 - 556억 원) 상당의 재산상 이익을 국가가 취득하게 하고, 동액 상당의 재산상 손해를 공사에게 가하였다며 특정경제범죄가중처벌등에관한법률위반(배임) 혐의로 정연주를 기소하였다.
2009년 8월 18일 서울중앙지방법원 제22형사부(재판장 이규진, 판사 장재용, 판사 최규진)는 정연주에게 무죄를 선고했다.
2010년 10월 28일 서울고등법원 제5형사부(안영진 부장판사)는 정연주에게 무죄를 선고했다.
2012년 1월 12일 대법원 제2부(양창수 대법관)는 정연주에게 무죄가 선고된 원심판결을 확정했다.

## 논란

### KBS1 대하드라마에 관한 비판
2003년 4월, KBS 사장으로 취임한 후 1999년 전임 박권상 사장이 기획한 고려사 10년 프로젝트를 무인시대로 중도에 종료하기로 하여 많은 비판을 불러 일으켰다. 또한 드라마 무인시대는 2003년 6월 28일부터 9시 45분에서 10시 10분으로  방송시간대가 변경되어 논란을 일으켰는데 사극소재로 중복사용된 조선시대물보다 다소 생소했던 점, 우리 사회에서 권력정점으로의 역할이 끝난 군부를 배경으로 한 탓인지 시청률이 갈수록 하락했으며 후반기 동일 시간에는 SBS 파리의 연인이 높은 흥행을 기록하면서 최종회 시청률이 13.6%에 그쳤고 이 탓인지 당초 최의 집권까지 다룰 것이 최충헌의 죽음에서 끝이 나기도 했으며 후속작 불멸의 이순신 방영 준비가 덜 됐다는 이유로 8회가 연장되면서 극의 흐름이 느슨해졌다는 지적도 있었다.
KBS는 1999년 후삼국시대, 삼별초, 공민왕 시대까지 다룬 고려사 시리즈를 기획하다 KBS 사장에 취임된 정연주에 의해 취소되면서 각각 350억, 150억의 제작비용인 불멸의 이순신, 해신 드라마와 칭기즈 칸의 일대기 드라마를 방송하면서 논란이 되었다.
특히, 고려사 시리즈의 시작을 알린 태조 왕건은 원래 2000년 1월 1일 시작할 예정이었으며 당초 김재형 PD가 연출자로 낙점되었으나 용의 눈물  촬영 당시 조연급 탤런트들로부터 금품을 받았다는 이유 탓인지 1999년 8월 19일 배임수재 혐의로 불구속 기소되어 손을 뗐고 이 때문에 왕과 비가 2000년 3월 26일 막을 내려야 했으며 결국 김재형 PD는 1999년 11월 26일   서울지검으로부터 징역 2년, 추징금 1612만원이 구형되었고 용의 눈물이 KBS에서의 마지막 연출작이 됐으며 이후 타방송사로 옮겨 처음 연출한 SBS 여인천하로 재기에 성공했다.

### 아들들의 대한민국 국적 포기와 병역 미필
미국 국적 아들들이 대한민국 국적을 포기하고 병역을 미필했다. 정연주는 미국에 살겠다는 아들들의 뜻을 존중했고 미국에서 살려면 주류사회에 적극 참여해야 하니 시민권을 획득하는 것이 좋겠다고 말했다고 했다. 그러나 정연주의 아들은 대한민국 국적 포기 이후 대한민국에 입국해 대한민국 기업에서 일했다.

### 종편 비판
그는 2011년 12월 5일에 방송된 라디오 프로그램 시사자키에서 조중동 종편을 "정말 급수를 매기기가 힘들 정도로 참 저질이었습니다"라고 비판하였다.

## 저서
- 《기자인 것이 부끄럽다》. 비봉출판사. 2002년. ISBN 8937603039
- 《정연주의 증언》. 오마이북. 2011년. ISBN 9788996430575

## 같이 보기
- KBS 노동조합
- 유영익
- 신태섭